# Naturvårdsverket
Naturvårdsverket er en svensk forvaltningsmyndighed indenfor miljøområdet, hvis formål er at være proaktiv og koordinere miljøindsatsen. Naturvårdsverkets arbejde sigter mod at fremme en bæredygtig udvikling på grundlag af den økologiske dimension. De miljømæssige kvaliteter som den svenske Riksdag har fastsat og strategier for at nå målene, skal være vejledende i arbejdet. Myndigheden, der er oprettet i 1967, hører under Miljödepartementet.
Naturvårdsverket har i alt 550 medarbejdere og ledes af en generaldirektør udpeget af den svenske regering. Maria Ågren har siden den 9. februar 2009 været generaldirektør for Naturvårdsverket.

## Eksterne kilder og henvisninger
- Start – Naturvardsverket Arkiveret 29. januar 2016 hos  Wayback Machine

| Myndighed | Spire Denne artikel om en offentlig myndighed er en spire som bør udbygges. Du er velkommen til at hjælpe Wikipedia ved at udvide den. |